# Billie Jean King Cup 2022 – finále
Finále Billie Jean King Cupu 2022, oficiálně Billie Jean King Cup by Gainbridge Finals 2022, představovalo nejvyšší úroveň – elitní dvanáctičlennou skupinu, z níž vzešel celkový vítěz 59. ročníku ženské týmové soutěže v tenise.
Dějištěm finálového turnaje se stal skotský Glasgow. Velká Británie naposledy předtím finále hostila roku 1991 v Nottinghamu. Soutěž probíhala od 8. do 13. listopadu 2022 v aréně Emirates na kurtech s tvrdým povrchem Rebound Ace Synpave. Centrální dvorec byl instalován v aréně s kapacitou osmi tisíc diváků, dvorec č. 1 pak na sousedním velodromu s kapacitou dvou tisíc osob. K pořadatelství Mezinárodní tenisové federace se připojil britský tenisový svaz Lawn Tennis Association. Generálním partnerem finále se v září 2022 stala americká pojišťovací agentura Gainbridge, která v letech 2023–2027 na této pozici nahradila bankovní dům BNP Paribas v rámci celého Billie Jean King Cupu. Dotace činila 11,4 milionu dolarů. Vítězný tým obdržel 2 197 500 dolarů.
Obhájcem titulu byl ruský tým, který měl podruhé startovat pod hlavičkou Ruské tenisové federace s neutrálním statusem a bez užití ruské vlajky, hymny a názvu Ruská federace kvůli státem řízenému dopingu. Po ruské invazi na Ukrajinu v závěru února 2022 byly reprezentace Ruska a Běloruska vyloučeny z ročníku.
První titul v soutěži založené roku 1963 získalo Švýcarsko, které vylepšilo finálová maxima z let 1998 a 2021. Ve finále zdolalo Austrálii 2–0 na zápasy a celkově – ve čtyřech mezistátních zápasech – vyhrálo devět z deseti utkání. Hlavní oporou se stala neporažená olympijská šampionka Belinda Bencicová, která zvítězila ve čtyřech dvouhrách a jedné čtyřhře. Švýcarsko se tak stalo dvanáctou zemí, která vybojovala trofej. Austrálie usilovala o zisk osmého titulu, když sedmý v pořadí si odvezla z neapolského finále v roce 1974. Do roku 2022 pak odehrála dalších deset finále, ale ze všech odešla poražena.

## Účastníci
Finále se zúčastnilo dvanáct týmů:
- 2 finalisté 2021 (Švýcarsko, Austrálie)

(Po vyloučení vítěze předchozího ročníku Ruské tenisové federace přešlo místo na Austrálii jakožto nejvýše postaveného semifinalistu na žebříčku ITF.)
- 2 týmy na divokou kartu (Slovensko, Belgie)

(Po posunu Austrálie do finále získalo Slovensko divokou kartu jako její soupeř v neodehraném kvalifikačním kole.
 Po vyloučení Běloruska získala Belgie divokou kartu jako jeho soupeř v neodehraném kvalifikačním kole.)
- 7 vítězů kvalifikačního kola hraného v dubnu 2022
- 1 hostitelská země (Velká Británie)

| Účastníci | Účastníci | Účastníci     | Účastníci | Účastníci | Účastníci      |
| Austrálie | Belgie    | Česko         | Itálie    | Kanada    | Kazachstán     |
| Polsko    | Slovensko | Spojené státy | Španělsko | Švýcarsko | Velká Británie |
| --------- | --------- | ------------- | --------- | --------- | -------------- |

## Soupisky týmů
Kapitáni mohli do výběru nominovat až pět tenistek. V říjnu oznámila neúčast světová jednička Iga Świąteková, která zkritizovala řídící organizace tenisu WTA (pořádající okruh) a ITF (pořádající BJK Cup) za neschopnost se dohodnout na přijatelném harmonogramu. Polsko se podle vlastních slov snažila vždy reprezentovat. Odmítla však rychlý mezikontinentální přelet z texaského Fort Worth do Glasgow a nedostatečnou dobu na regeneraci po Turnaji mistryň včetně potřeby vyrovnat se časovému posunu. V závěru náročné sezóny tak nechtěla zvyšovat riziko zranění.
První hráčka Spojených států, světová trojka Jessica Pegulaová, se omluvila dva dny před startem, v závěru Turnaje mistryň. V týmu ji nahradila Caty McNallyová. Rovněž jednička českého týmu a jedenadvacátá žena klasifikace Barbora Krejčíková se den před vstupem Češek do turnaje odhlásila pro zraněné zápěstí. V pondělí 7. listopadu ještě odehrála finále čtyřhry WTA Finals. Kapitán Petr Pála namísto ní již nikoho nepovolal.
Ve finále startovaly dvě teenagerky, 18letá Američanka Coco Gauffová, světová sedmička a nejvýše postavená hráčka startovního pole, spolu s 15letou levorukou Slovenkou Renátou Jamrichovou, figurující na 34. příčce juniorského žebříčku ITF. Ani jedna z nich v předchozí kariéře neodehrála utkání této týmové soutěže. Coco Gauffová, Caty McNallyová, Taylor Townsendová a Markéta Vondroušová vyhrály i juniorskou verzi Billie Jean King Cupu.
| Soupisky týmů | Soupisky týmů             | Soupisky týmů             | Soupisky týmů          | Soupisky týmů          | Soupisky týmů        | Soupisky týmů        | Soupisky týmů            | Soupisky týmů            | Soupisky týmů       | Soupisky týmů       | Soupisky týmů              | Soupisky týmů |
| Tým | jednička týmu             | jednička týmu             | dvojka týmu            | dvojka týmu            | trojka týmu          | trojka týmu          | čtyřka týmu              | čtyřka týmu              | pětka týmu          | pětka týmu          | kapitán                    |               |
| --- | ------------------------- | ------------------------- | ---------------------- | ---------------------- | -------------------- | -------------------- | ------------------------ | ------------------------ | ------------------- | ------------------- | -------------------------- | ------------- |
| Austrálie | Ajla Tomljanovićová       | Ajla Tomljanovićová       | Priscilla Honová       | Priscilla Honová       | Storm Sandersová     | Storm Sandersová     | Ellen Perezová           | Ellen Perezová           | Samantha Stosurová  | Samantha Stosurová  | Alicia Moliková            |               |
| Austrálie | 33.                       | 136.                      | 151.                   | 340.                   | 237.                 | 10.                  | 363.                     | 20.                      | 539.                | 113.                | Alicia Moliková            |               |
| Belgie | Elise Mertensová          | Elise Mertensová          | Alison Van Uytvancková | Alison Van Uytvancková | Maryna Zanevská      | Maryna Zanevská      | Ysaline Bonaventureová   | Ysaline Bonaventureová   | Kirsten Flipkensová | Kirsten Flipkensová | Johan Van Herck            |               |
| Belgie | 29.                       | 5.                        | 54.                    | 183.                   | 81.                  | 177.                 | 96.                      | 299.                     | 241.                | 30.                 | Johan Van Herck            |               |
| Česko | Karolína Plíšková         | Karolína Plíšková         | Kateřina Siniaková     | Kateřina Siniaková     | Markéta Vondroušová  | Markéta Vondroušová  | Karolína Muchová         | Karolína Muchová         | —                   | —                   | Petr Pála                  |               |
| Česko | 32.                       | 329.                      | 47.                    | 1.                     | 99.                  | 119.                 | 149.                     | 498.                     | —                   | —                   | Petr Pála                  |               |
| Itálie | Martina Trevisanová       | Martina Trevisanová       | Lucia Bronzettiová     | Lucia Bronzettiová     | Jasmine Paoliniová   | Jasmine Paoliniová   | Elisabetta Cocciarettová | Elisabetta Cocciarettová | —                   | —                   | Tathiana Garbinová         |               |
| Itálie | 28.                       | 244.                      | 56.                    | 585.                   | 59.                  | 141.                 | 65.                      | 397.                     | —                   | —                   | Tathiana Garbinová         |               |
| Kanada | Leylah Fernandezová       | Leylah Fernandezová       | Bianca Andreescuová    | Bianca Andreescuová    | Rebecca Marinová     | Rebecca Marinová     | Carol Zhaová             | Carol Zhaová             | Gabriela Dabrowská  | Gabriela Dabrowská  | Sylvain Bruneau            |               |
| Kanada | 40.                       | 76.                       | 45.                    | 380.                   | 64.                  | 357.                 | 163.                     | 564.                     | 1012.               | 7.                  | Sylvain Bruneau            |               |
| Kazachstán | Jelena Rybakinová         | Jelena Rybakinová         | Julia Putincevová      | Julia Putincevová      | Žibek Kulambajevová  | Žibek Kulambajevová  | Anna Danilinová          | Anna Danilinová          | —                   | —                   | Jaroslava Švedovová        |               |
| Kazachstán | 22.                       | 442.                      | 51.                    | 314.                   | 438.                 | 204.                 | 517.                     | 11.                      | —                   | —                   | Jaroslava Švedovová        |               |
| Polsko | Magda Linetteová          | Magda Linetteová          | Magdalena Fręchová     | Magdalena Fręchová     | Katarzyna Kawaová    | Katarzyna Kawaová    | Martyna Kubková          | Martyna Kubková          | Alicja Rosolská     | Alicja Rosolská     | Dawid Celt                 |               |
| Polsko | 49.                       | 45.                       | 116.                   | 525.                   | 261.                 | 75.                  | 608.                     | 313.                     | —                   | 34.                 | Dawid Celt                 |               |
| Slovensko | Anna Karolína Schmiedlová | Anna Karolína Schmiedlová | Viktória Kužmová       | Viktória Kužmová       | Rebecca Šramková     | Rebecca Šramková     | Renáta Jamrichová        | Renáta Jamrichová        | Tereza Mihalíková   | Tereza Mihalíková   | Matej Lipták               |               |
| Slovensko | 100.                      | 1276.                     | 146.                   | 89.                    | 316.                 | 550.                 | 881.                     | —                        | 984.                | 48.                 | Matej Lipták               |               |
| Spojené státy | Coco Gauffová             | Coco Gauffová             | Madison Keysová        | Madison Keysová        | Danielle Collinsová  | Danielle Collinsová  | Caty McNallyová          | Caty McNallyová          | Taylor Townsendová  | Taylor Townsendová  | Kathy Rinaldiová           |               |
| Spojené státy | 7.                        | 4.                        | 11.                    | 56.                    | 14.                  | 287.                 | 94.                      | 21.                      | 131.                | 33.                 | Kathy Rinaldiová           |               |
| Španělsko | Paula Badosová            | Paula Badosová            | Nuria Párrizas Díazová | Nuria Párrizas Díazová | Cristina Bucșová     | Cristina Bucșová     | Rebeka Masárová          | Rebeka Masárová          | Aliona Bolsovová    | Aliona Bolsovová    | Anabel Medina Garriguesová |               |
| Španělsko | 13.                       | 190.                      | 72.                    | 335.                   | 107.                 | 151.                 | 132.                     | 189.                     | 193.                | 59.                 | Anabel Medina Garriguesová |               |
| Švýcarsko | Belinda Bencicová         | Belinda Bencicová         | Jil Teichmannová       | Jil Teichmannová       | Viktorija Golubicová | Viktorija Golubicová | Simona Waltertová        | Simona Waltertová        | —                   | —                   | Heinz Günthardt            |               |
| Švýcarsko | 12.                       | 133.                      | 35.                    | 106.                   | 77.                  | 90.                  | 120.                     | 399.                     | —                   | —                   | Heinz Günthardt            |               |
| Velká Británie                                                                                                   | Harriet Dartová           | Harriet Dartová           | Katie Boulterová       | Katie Boulterová       | Heather Watsonová    | Heather Watsonová    | Alicia Barnettová        | Alicia Barnettová        | Olivia Nichollsová  | Olivia Nichollsová  | Anne Keothavongová         |               |
| Velká Británie                                                                                                   | 98.                       | 120.                      | 124.                   | —                      | 133.                 | 115.                 | 817.                     | 60.                      | —                   | 63.                 | Anne Keothavongová         |               |
| Žebříček WTA ve dvouhře a čtyřhře k 7. listopadu 2022 / – nejvýše postavená jednička až pětka ve startovním poli |                           |                           |                        |                        |                      |                      |                          |                          |                     |                     |                            |               |

## Finanční odměny
Celková dotace finále činila 11,4 milionu dolarů a odměny týmům dosáhly částky 7,995 milionu dolarů. Vítězný tým obdržel 2 197 500 dolarů. Jednalo se o identické částky, které získaly týmy v závěrečné fázi finále Davis Cupu 2022.
| Vítěz       | finalista   | semifinalisté | 5.–8. místo | 9.–12. místo |
| ----------- | ----------- | ------------- | ----------- | ------------ |
| 2 197 500 $ | 1 447 500 $ | 1 072 500 $   | 288 750 $   | 262 500 $    |

## Formát

### Zápasy
Mezistátní zápasy probíhaly v jediném dni, v podobě dvou dvouher a závěrečné čtyřhry. Utkání byla hrána na dvě vítězné sady. Všechny sety ve dvouhře mohl ukončit tiebreak do 7 bodů. Ve čtyřhře se nekonaly výhody a případná třetí sada měla charakter 10bodového supertiebreaku. Do první dvouhry nastoupily nominované dvojky, druhý singl pak odehrály jedničky.

### Skupiny
V první fázi finále byly týmy rozděleny do čtyř tříčlenných skupin, v nichž hrál každý s každým. Rozlosování ze tří výkonnostních košů se uskutečnilo 8. července 2022 za účasti Billie Jean Kingové v televizním studiu BBC. Vítězové skupin postoupili do semifinále, od něhož soutěž probíhala vyřazovacím systémem. Finalisté si zajistili přímý postup do finálového turnaje 2023. Na družstva z 3.–12. místa čekalo kvalifikační kolo 2023.
| Harmonogram           | Harmonogram                     | Harmonogram                     | Harmonogram                     | Harmonogram                     |
| Datum                 | den                             | fáze                            | týmů                            | informace                       |
| --------------------- | ------------------------------- | ------------------------------- | ------------------------------- | ------------------------------- |
| 8.–11. listopadu 2022 | pondělí–čtvrtek                 | základní skupiny                | 12                              | 4 skupiny po 3 týmech           |
| 12. listopadu 2022    | pátek                           | semifinále                      | 4                               | 4 vítězově skupin               |
| 13. listopadu 2022    | sobota                          | finále                          | 2                               | 2 vítězově semifinále           |
| Výsledek              |                                 |                                 |                                 |                                 |
| Umístění              | účast                           | účast                           | účast                           | účast                           |
| 1.–2. místo           | účast ve finále 2023            | účast ve finále 2023            | účast ve finále 2023            | účast ve finále 2023            |
| 3.–12. místo          | účast v kvalifikačním kole 2023 | účast v kvalifikačním kole 2023 | účast v kvalifikačním kole 2023 | účast v kvalifikačním kole 2023 |

## Skupinová fáze
|  | postup do vyřazovací fáze |

| Skupina | 1. místo       | 1. místo | 1. místo | 1. místo | 2. místo      | 2. místo | 2. místo | 2. místo | 3. místo   | 3. místo | 3. místo | 3. místo |
| Skupina | tým            | MZ       | U        | S        | tým           | MZ       | U        | S        | tým        | MZ       | U        | S        |
| ------- | -------------- | -------- | -------- | -------- | ------------- | -------- | -------- | -------- | ---------- | -------- | -------- | -------- |
| A       | Švýcarsko      | 2–0      | 5–1      | 10–4     | Kanada        | 1–1      | 4–2      | 9–4      | Itálie     | 0–2      | 0–6      | 1–12     |
| B       | Austrálie      | 2–0      | 5–1      | 11–3     | Slovensko     | 1–1      | 3–3      | 6–8      | Belgie     | 0–2      | 1–5      | 4–10     |
| C       | Velká Británie | 1–1      | 4–2      | 9–4      | Španělsko     | 1–1      | 3–3      | 6–8      | Kazachstán | 1–1      | 2–4      | 6–9      |
| D       | Česko          | 2–0      | 4–2      | 8–4      | Spojené státy | 1–1      | 3–3      | 7–7      | Polsko     | 0–2      | 2–4      | 5–9      |

### Skupina A
| Poř. | Tým       | mez. zápasy | utkání | sety | % setů | hry   | % her |
| ---- | --------- | ----------- | ------ | ---- | ------ | ----- | ----- |
| 1.   | Švýcarsko | 2–0         | 5–1    | 10–4 | 71 %   | 73–60 | 55 %  |
| 2.   | Kanada    | 1–1         | 4–2    | 9–4  | 69 %   | 67–41 | 62 %  |
| 3.   | Itálie    | 0–2         | 0–6    | 1–12 | 8 %    | 41–80 | 34 %  |

#### Švýcarsko vs. Itálie
| | Švýcarsko | 3 :                                                                           | 0    | Itálie |      |  |
| --- | --------- | ----------------------------------------------------------------------------- | ---- | ------ | ---- |  |
| centrální dvorec, Emirates Arena, Glasgow, Velká Británie 9. listopadu 2022, 11:00 SEČ tvrdý (hala) |           |                                                                               |      |        |      |  |
| \| \| \| \| 1. \| 2. \| 3. \| \| \| -- \| \| ----------------------------------------------------------------------------- \| ---- \| --- \| ---- \| \| \| 1. \| \| Jil Teichmannová Elisabetta Cocciarettová \| 6 3 \| 4 6 \| 7 65 \| \| \| 2. \| \| Belinda Bencicová Jasmine Paoliniová \| 7 5 \| 6 3 \| \| \| \| 3. \| \| Belinda Bencicová / Jil Teichmannová Jasmine Paoliniová / Martina Trevisanová \| 7 65 \| 6 1 \| \| \| \| \| \| \| \| \| \| \| \| \| \| \| \| \| \| \| \| \| \| \| \| \| \| \| \| \| \| \| \| \| \| \| \| \| \| \| \| \| \| \| |           |                                                                               |      |        |      |  |
| |           |                                                                               | 1.   | 2.     | 3.   |  |
| 1. |           | Jil Teichmannová Elisabetta Cocciarettová                                     | 6 3  | 4 6    | 7 65 |  |
| 2. |           | Belinda Bencicová Jasmine Paoliniová                                          | 7 5  | 6 3    |      |  |
| 3. |           | Belinda Bencicová / Jil Teichmannová Jasmine Paoliniová / Martina Trevisanová | 7 65 | 6 1    |      |  |
| |           |                                                                               |      |        |      |  |
| |           |                                                                               |      |        |      |  |
| |           |                                                                               |      |        |      |  |
| |           |                                                                               |      |        |      |  |
| |           |                                                                               |      |        |      |  |

#### Itálie vs. Kanada
| | Itálie | 0 :                                                                              | 3    | Kanada |    |  |
| --- | ------ | -------------------------------------------------------------------------------- | ---- | ------ | -- |  |
| dvorec č. 1, Emirates Arena, Glasgow, Velká Británie 10. listopadu 2022, 11:00 SEČ tvrdý (hala) |        |                                                                                  |      |        |    |  |
| \| \| \| \| 1. \| 2. \| 3. \| \| \| -- \| \| -------------------------------------------------------------------------------- \| ---- \| --- \| -- \| \| \| 1. \| \| Bianca Andreescuová Elisabetta Cocciarettová \| 7 63 \| 6 3 \| \| \| \| 2. \| \| Leylah Fernandezová Martina Trevisanová \| 6 0 \| 6 0 \| \| \| \| 3. \| \| Gabriela Dabrowská / Leylah Fernandezová Lucia Bronzettiová / Jasmine Paoliniová \| 6 1 \| 6 1 \| \| \| \| \| \| \| \| \| \| \| \| \| \| \| \| \| \| \| \| \| \| \| \| \| \| \| \| \| \| \| \| \| \| \| \| \| \| \| \| \| \| \| |        |                                                                                  |      |        |    |  |
| |        |                                                                                  | 1.   | 2.     | 3. |  |
| 1. |        | Bianca Andreescuová Elisabetta Cocciarettová                                     | 7 63 | 6 3    |    |  |
| 2. |        | Leylah Fernandezová Martina Trevisanová                                          | 6 0  | 6 0    |    |  |
| 3. |        | Gabriela Dabrowská / Leylah Fernandezová Lucia Bronzettiová / Jasmine Paoliniová | 6 1  | 6 1    |    |  |
| |        |                                                                                  |      |        |    |  |
| |        |                                                                                  |      |        |    |  |
| |        |                                                                                  |      |        |    |  |
| |        |                                                                                  |      |        |    |  |
| |        |                                                                                  |      |        |    |  |

#### Švýcarsko vs. Kanada
| | Švýcarsko | 2 :                                                                           | 1   | Kanada |     |  |
| --- | --------- | ----------------------------------------------------------------------------- | --- | ------ | --- |  |
| centrální dvorec, Emirates Arena, Glasgow, Velká Británie 11. listopadu 2022, 12:02 SEČ tvrdý (hala) |           |                                                                               |     |        |     |  |
| \| \| \| \| 1. \| 2. \| 3. \| \| \| -- \| \| ----------------------------------------------------------------------------- \| --- \| --- \| --- \| \| \| 1. \| \| Viktorija Golubicová Bianca Andreescuová \| 2 6 \| 6 3 \| 6 4 \| \| \| 2. \| \| Belinda Bencicová Leylah Fernandezová \| 6 0 \| 7 5 \| \| \| \| 3. \| \| Jil Teichmannová / Simona Waltertová Gabriela Dabrowská / Leylah Fernandezová \| 2 6 \| 1 6 \| \| \| \| \| \| \| \| \| \| \| \| \| \| \| \| \| \| \| \| \| \| \| \| \| \| \| \| \| \| \| \| \| \| \| \| \| \| \| \| \| \| \| |           |                                                                               |     |        |     |  |
| |           |                                                                               | 1.  | 2.     | 3.  |  |
| 1. |           | Viktorija Golubicová Bianca Andreescuová                                      | 2 6 | 6 3    | 6 4 |  |
| 2. |           | Belinda Bencicová Leylah Fernandezová                                         | 6 0 | 7 5    |     |  |
| 3. |           | Jil Teichmannová / Simona Waltertová Gabriela Dabrowská / Leylah Fernandezová | 2 6 | 1 6    |     |  |
| |           |                                                                               |     |        |     |  |
| |           |                                                                               |     |        |     |  |
| |           |                                                                               |     |        |     |  |
| |           |                                                                               |     |        |     |  |
| |           |                                                                               |     |        |     |  |

### Skupina B
| Poř. | Tým       | mez. zápasy | utkání | sety | % setů | hry   | % her |
| ---- | --------- | ----------- | ------ | ---- | ------ | ----- | ----- |
| 1.   | Austrálie | 2–0         | 5–1    | 11–3 | 79 %   | 73–40 | 65 %  |
| 2.   | Slovensko | 1–1         | 3–3    | 6–8  | 42 %   | 52–65 | 44 %  |
| 3.   | Belgie    | 0–2         | 1–5    | 4–10 | 29 %   | 53–73 | 42 %  |

#### Austrálie vs. Slovensko
| | Austrálie | 2 :                                                                    | 1   | Slovensko |          |  |
| --- | --------- | ---------------------------------------------------------------------- | --- | --------- | -------- |  |
| centrální dvorec, Emirates Arena, Glasgow, Velká Británie 8. listopadu 2022, 11:00 SEČ tvrdý (hala) |           |                                                                        |     |           |          |  |
| \| \| \| \| 1. \| 2. \| 3. \| \| \| -- \| \| ---------------------------------------------------------------------- \| --- \| --- \| -------- \| \| \| 1. \| \| Storm Sandersová Viktória Kužmová \| 6 4 \| 6 3 \| \| \| \| 2. \| \| Ajla Tomljanovićová Anna Karolína Schmiedlová \| 6 1 \| 6 2 \| \| \| \| 3. \| \| Ellen Perezová / Storm Sandersová Viktória Kužmová / Tereza Mihalíková \| 6 2 \| 3 6 \| [6] [10] \| \| \| \| \| \| \| \| \| \| \| \| \| \| \| \| \| \| \| \| \| \| \| \| \| \| \| \| \| \| \| \| \| \| \| \| \| \| \| \| \| \| |           |                                                                        |     |           |          |  |
| |           |                                                                        | 1.  | 2.        | 3.       |  |
| 1. |           | Storm Sandersová Viktória Kužmová                                      | 6 4 | 6 3       |          |  |
| 2. |           | Ajla Tomljanovićová Anna Karolína Schmiedlová                          | 6 1 | 6 2       |          |  |
| 3. |           | Ellen Perezová / Storm Sandersová Viktória Kužmová / Tereza Mihalíková | 6 2 | 3 6       | [6] [10] |  |
| |           |                                                                        |     |           |          |  |
| |           |                                                                        |     |           |          |  |
| |           |                                                                        |     |           |          |  |
| |           |                                                                        |     |           |          |  |
| |           |                                                                        |     |           |          |  |

#### Slovensko vs. Belgie
| | Slovensko | 2 :                                                                         | 1   | Belgie |     |  |
| --- | --------- | --------------------------------------------------------------------------- | --- | ------ | --- |  |
| dvorec č. 1, Emirates Arena, Glasgow, Velká Británie 9. listopadu 2022, 11:00 SEČ tvrdý (hala) |           |                                                                             |     |        |     |  |
| \| \| \| \| 1. \| 2. \| 3. \| \| \| -- \| \| --------------------------------------------------------------------------- \| --- \| ----- \| --- \| \| \| 1. \| \| Viktória Kužmová Ysaline Bonaventureová \| 6 2 \| 79 67 \| \| \| \| 2. \| \| Anna Karolína Schmiedlová Maryna Zanevská \| 5 7 \| 6 2 \| 6 3 \| \| \| 3. \| \| Viktória Kužmová / Tereza Mihalíková Kirsten Flipkensová / Elise Mertensová \| 0 6 \| 3 6 \| \| \| \| \| \| \| \| \| \| \| \| \| \| \| \| \| \| \| \| \| \| \| \| \| \| \| \| \| \| \| \| \| \| \| \| \| \| \| \| \| \| \| |           |                                                                             |     |        |     |  |
| |           |                                                                             | 1.  | 2.     | 3.  |  |
| 1. |           | Viktória Kužmová Ysaline Bonaventureová                                     | 6 2 | 79 67  |     |  |
| 2. |           | Anna Karolína Schmiedlová Maryna Zanevská                                   | 5 7 | 6 2    | 6 3 |  |
| 3. |           | Viktória Kužmová / Tereza Mihalíková Kirsten Flipkensová / Elise Mertensová | 0 6 | 3 6    |     |  |
| |           |                                                                             |     |        |     |  |
| |           |                                                                             |     |        |     |  |
| |           |                                                                             |     |        |     |  |
| |           |                                                                             |     |        |     |  |
| |           |                                                                             |     |        |     |  |

#### Austrálie vs. Belgie
| | Austrálie | 3 :                                                                                | 0   | Belgie |     |       |
| --- | --------- | ---------------------------------------------------------------------------------- | --- | ------ | --- | ----- |
| centrální dvorec, Emirates Arena, Glasgow, Velká Británie 10. listopadu 2022, 11:00 SEČ tvrdý (hala) |           |                                                                                    |     |        |     |       |
| \| \| \| \| 1. \| 2. \| 3. \| \| \| -- \| \| ---------------------------------------------------------------------------------- \| --- \| --- \| --- \| ----- \| \| 1. \| \| Storm Sandersová Alison Van Uytvancková \| 6 2 \| 6 2 \| \| \| \| 2. \| \| Ajla Tomljanovićová Elise Mertensová \| 4 6 \| 6 4 \| 3 0 \| skreč \| \| 3. \| \| Storm Sandersová / Samantha Stosurová Ysaline Bonaventureová / Kirsten Flipkensová \| 6 4 \| 6 3 \| \| \| \| \| \| \| \| \| \| \| \| \| \| \| \| \| \| \| \| \| \| \| \| \| \| \| \| \| \| \| \| \| \| \| \| \| \| \| \| \| \| \| |           |                                                                                    |     |        |     |       |
| |           |                                                                                    | 1.  | 2.     | 3.  |       |
| 1. |           | Storm Sandersová Alison Van Uytvancková                                            | 6 2 | 6 2    |     |       |
| 2. |           | Ajla Tomljanovićová Elise Mertensová                                               | 4 6 | 6 4    | 3 0 | skreč |
| 3. |           | Storm Sandersová / Samantha Stosurová Ysaline Bonaventureová / Kirsten Flipkensová | 6 4 | 6 3    |     |       |
| |           |                                                                                    |     |        |     |       |
| |           |                                                                                    |     |        |     |       |
| |           |                                                                                    |     |        |     |       |
| |           |                                                                                    |     |        |     |       |
| |           |                                                                                    |     |        |     |       |

### Skupina C
| Poř. | Tým            | mez. zápasy | utkání | sety | % setů | hry   | % her |
| ---- | -------------- | ----------- | ------ | ---- | ------ | ----- | ----- |
| 1.   | Velká Británie | 1–1         | 4–2    | 9–4  | 69 %   | 66–53 | 55 %  |
| 2.   | Španělsko      | 1–1         | 3–3    | 6–8  | 43 %   | 59–71 | 45 %  |
| 3.   | Kazachstán     | 1–1         | 2–4    | 6–9  | 40 %   | 70–71 | 50 %  |

#### Kazachstán vs. Velká Británie
| | Kazachstán | 2 :                                                                        | 1   | Velká Británie |     |  |
| --- | ---------- | -------------------------------------------------------------------------- | --- | -------------- | --- |  |
| centrální dvorec, Emirates Arena, Glasgow, Velká Británie 8. listopadu 2022, 17:00 SEČ tvrdý (hala) |            |                                                                            |     |                |     |  |
| \| \| \| \| 1. \| 2. \| 3. \| \| \| -- \| \| -------------------------------------------------------------------------- \| --- \| --- \| --- \| \| \| 1. \| \| Julia Putincevová Katie Boulterová \| 4 6 \| 6 3 \| 6 2 \| \| \| 2. \| \| Jelena Rybakinová Harriet Dartová \| 6 1 \| 6 4 \| \| \| \| 3. \| \| Anna Danilinová / Jelena Rybakinová Alicia Barnettová / Olivia Nichollsová \| 5 7 \| 3 6 \| \| \| \| \| \| \| \| \| \| \| \| \| \| \| \| \| \| \| \| \| \| \| \| \| \| \| \| \| \| \| \| \| \| \| \| \| \| \| \| \| \| \| |            |                                                                            |     |                |     |  |
| |            |                                                                            | 1.  | 2.             | 3.  |  |
| 1. |            | Julia Putincevová Katie Boulterová                                         | 4 6 | 6 3            | 6 2 |  |
| 2. |            | Jelena Rybakinová Harriet Dartová                                          | 6 1 | 6 4            |     |  |
| 3. |            | Anna Danilinová / Jelena Rybakinová Alicia Barnettová / Olivia Nichollsová | 5 7 | 3 6            |     |  |
| |            |                                                                            |     |                |     |  |
| |            |                                                                            |     |                |     |  |
| |            |                                                                            |     |                |     |  |
| |            |                                                                            |     |                |     |  |
| |            |                                                                            |     |                |     |  |

#### Španělsko vs. Kazachstán
| | Španělsko | 3 :                                                                   | 0   | Kazachstán |      |  |
| --- | --------- | --------------------------------------------------------------------- | --- | ---------- | ---- |  |
| dvorec č. 1, Emirates Arena, Glasgow, Velká Británie 9. listopadu 2022, 17:00 SEČ tvrdý (hala) |           |                                                                       |     |            |      |  |
| \| \| \| \| 1. \| 2. \| 3. \| \| \| -- \| \| --------------------------------------------------------------------- \| --- \| --- \| ---- \| \| \| 1. \| \| Nuria Párrizasová Díazová Julia Putincevová \| 6 4 \| 2 6 \| 7 65 \| \| \| 2. \| \| Paula Badosová Jelena Rybakinová \| 6 2 \| 3 6 \| 6 4 \| \| \| 3. \| \| Paula Badosová / Aliona Bolsovová Anna Danilinová / Julia Putincevová \| 6 4 \| 6 2 \| \| \| \| \| \| \| \| \| \| \| \| \| \| \| \| \| \| \| \| \| \| \| \| \| \| \| \| \| \| \| \| \| \| \| \| \| \| \| \| \| \| \| |           |                                                                       |     |            |      |  |
| |           |                                                                       | 1.  | 2.         | 3.   |  |
| 1. |           | Nuria Párrizasová Díazová Julia Putincevová                           | 6 4 | 2 6        | 7 65 |  |
| 2. |           | Paula Badosová Jelena Rybakinová                                      | 6 2 | 3 6        | 6 4  |  |
| 3. |           | Paula Badosová / Aliona Bolsovová Anna Danilinová / Julia Putincevová | 6 4 | 6 2        |      |  |
| |           |                                                                       |     |            |      |  |
| |           |                                                                       |     |            |      |  |
| |           |                                                                       |     |            |      |  |
| |           |                                                                       |     |            |      |  |
| |           |                                                                       |     |            |      |  |

#### Španělsko vs. Velká Británie
| | Španělsko | 0 :                                                                       | 3    | Velká Británie |    |  |
| --- | --------- | ------------------------------------------------------------------------- | ---- | -------------- | -- |  |
| centrální dvorec, Emirates Arena, Glasgow, Velká Británie 10. listopadu 2022, 17:00 SEČ tvrdý (hala) |           |                                                                           |      |                |    |  |
| \| \| \| \| 1. \| 2. \| 3. \| \| \| -- \| \| ------------------------------------------------------------------------- \| ---- \| --- \| -- \| \| \| 1. \| \| Nuria Párrizasová Díazová Heather Watsonová \| 0 6 \| 2 6 \| \| \| \| 2. \| \| Paula Badosová Harriet Dartová \| 3 6 \| 4 6 \| \| \| \| 3. \| \| Aliona Bolsovová / Rebeka Masárová Alicia Barnettová / Olivia Nichollsová \| 65 7 \| 2 6 \| \| \| \| \| \| \| \| \| \| \| \| \| \| \| \| \| \| \| \| \| \| \| \| \| \| \| \| \| \| \| \| \| \| \| \| \| \| \| \| \| \| \| |           |                                                                           |      |                |    |  |
| |           |                                                                           | 1.   | 2.             | 3. |  |
| 1. |           | Nuria Párrizasová Díazová Heather Watsonová                               | 0 6  | 2 6            |    |  |
| 2. |           | Paula Badosová Harriet Dartová                                            | 3 6  | 4 6            |    |  |
| 3. |           | Aliona Bolsovová / Rebeka Masárová Alicia Barnettová / Olivia Nichollsová | 65 7 | 2 6            |    |  |
| |           |                                                                           |      |                |    |  |
| |           |                                                                           |      |                |    |  |
| |           |                                                                           |      |                |    |  |
| |           |                                                                           |      |                |    |  |
| |           |                                                                           |      |                |    |  |

### Skupina D
| Poř. | Tým           | mez. zápasy | utkání | sety | % setů | hry   | % her |
| ---- | ------------- | ----------- | ------ | ---- | ------ | ----- | ----- |
| 1.   | Česko         | 2–0         | 4–2    | 8–4  | 67 %   | 60–46 | 57 %  |
| 2.   | Spojené státy | 1–1         | 3–3    | 7–7  | 50 %   | 65–66 | 50 %  |
| 3.   | Polsko        | 0–2         | 2–4    | 5–9  | 36 %   | 56–69 | 45 %  |

#### Spojené státy americké vs. Polsko
| | Spojené státy americké | 2 :                                                                | 1   | Polsko |      |  |
| --- | ---------------------- | ------------------------------------------------------------------ | --- | ------ | ---- |  |
| centrální dvorec, Emirates Arena, Glasgow, Velká Británie 9. listopadu 2022, 17:00 SEČ tvrdý (hala) |                        |                                                                    |     |        |      |  |
| \| \| \| \| 1. \| 2. \| 3. \| \| \| -- \| \| ------------------------------------------------------------------ \| --- \| --- \| ---- \| \| \| 1. \| \| Danielle Collinsová Magdalena Fręchová \| 6 4 \| 3 6 \| 7 62 \| \| \| 2. \| \| Madison Keysová Magda Linetteová \| 4 6 \| 6 4 \| 2 6 \| \| \| 3. \| \| Coco Gauffová / Caty McNallyová Magda Linetteová / Alicja Rosolská \| 6 1 \| 6 2 \| \| \| \| \| \| \| \| \| \| \| \| \| \| \| \| \| \| \| \| \| \| \| \| \| \| \| \| \| \| \| \| \| \| \| \| \| \| \| \| \| \| \| |                        |                                                                    |     |        |      |  |
| |                        |                                                                    | 1.  | 2.     | 3.   |  |
| 1. |                        | Danielle Collinsová Magdalena Fręchová                             | 6 4 | 3 6    | 7 62 |  |
| 2. |                        | Madison Keysová Magda Linetteová                                   | 4 6 | 6 4    | 2 6  |  |
| 3. |                        | Coco Gauffová / Caty McNallyová Magda Linetteová / Alicja Rosolská | 6 1 | 6 2    |      |  |
| |                        |                                                                    |     |        |      |  |
| |                        |                                                                    |     |        |      |  |
| |                        |                                                                    |     |        |      |  |
| |                        |                                                                    |     |        |      |  |
| |                        |                                                                    |     |        |      |  |

#### Česko vs. Polsko
| | Česko | 2 :                                                                           | 1   | Polsko |    |  |
| --- | --- | ----------------------------------------------------------------------------- | --- | ------ | -- |  |
| dvorec č. 1, Emirates Arena, Glasgow, Velká Británie 10. listopadu 2022, 17:00 SEČ tvrdý (hala) | |                                                                               |     |        |    |  |
| \| \| \| \| 1. \| 2. \| 3. \| \| \| ----------- \| ------------------------------------------------------------------------------------------------------------------------------------------------------------------------------------------------------------------------------------------------------------------------------------------------------------------------------------------------------ \| ----------------------------------------------------------------------------- \| --- \| --- \| -- \| \| \| 1. \| \| Karolína Muchová Magdalena Fręchová \| 6 2 \| 6 2 \| \| \| \| 2. \| \| Karolína Plíšková Magda Linetteová \| 4 6 \| 1 6 \| \| \| \| 3. \| \| Kateřina Siniaková / Markéta Vondroušová Katarzyna Kawaová / Magda Linetteová \| 6 2 \| 6 3 \| \| \| \| \| \| \| \| \| \| \| \| \| \| \| \| \| \| \| \| \| \| \| \| \| \| \| \| Podrobnosti \| \| \| \| \| \| \| \| \| Česko navýšilo ve vzájemných zápasech s Polskem vedení na 2–0, když první výhry dosáhlo v 1. skupině euroafrické zóny 1995.Češkám chyběly tři nejvýše postavené hráčky, Petra Kvitová (16.), Barbora Krejčíková (21. pro zraněné zápěstí)[20] a Marie Bouzková (26. pro únavu).[21] V polském výběru absentovala světová jednička Iga Świąteková (1.). \| \| \| \| \| \| | |                                                                               |     |        |    |  |
| | |                                                                               | 1.  | 2.     | 3. |  |
| 1. | | Karolína Muchová Magdalena Fręchová                                           | 6 2 | 6 2    |    |  |
| 2. | | Karolína Plíšková Magda Linetteová                                            | 4 6 | 1 6    |    |  |
| 3. | | Kateřina Siniaková / Markéta Vondroušová Katarzyna Kawaová / Magda Linetteová | 6 2 | 6 3    |    |  |
| | |                                                                               |     |        |    |  |
| | |                                                                               |     |        |    |  |
| | |                                                                               |     |        |    |  |
| Podrobnosti | |                                                                               |     |        |    |  |
| | Česko navýšilo ve vzájemných zápasech s Polskem vedení na 2–0, když první výhry dosáhlo v 1. skupině euroafrické zóny 1995.Češkám chyběly tři nejvýše postavené hráčky, Petra Kvitová (16.), Barbora Krejčíková (21. pro zraněné zápěstí) a Marie Bouzková (26. pro únavu). V polském výběru absentovala světová jednička Iga Świąteková (1.). |                                                                               |     |        |    |  |

#### Česko vs. Spojené státy americké
| | Česko | 2 :                                                                       | 1    | Spojené státy americké |    |  |
| --- | --- | ------------------------------------------------------------------------- | ---- | ---------------------- | -- |  |
| centrální dvorec, Emirates Arena, Glasgow, Velká Británie 11. listopadu 2022, 17:30 SEČ tvrdý (hala) | |                                                                           |      |                        |    |  |
| \| \| \| \| 1. \| 2. \| 3. \| \| \| ----------- \| ------------------------------------------------------------------------------------------------------------------------------------------------------------------------------------------------------------------------------------------------------------------------------------------------------------------------------------------------------------------------------------------------------------------------------------------------------------------------------------------------------------------------------------------------------------------------------------------------------------------------------------------------------------------------------------------------------------------------------------------------------------------------------------------------------------------------------------------------------------------------------------------------------------------------------------------------------------------------------------------------------------------------------------------------------------------------------------------------------------------------------------------------ \| ------------------------------------------------------------------------- \| ---- \| --- \| -- \| \| \| 1. \| \| Markéta Vondroušová Danielle Collinsová \| 6 3 \| 6 3 \| \| \| \| 2. \| \| Kateřina Siniaková Coco Gauffová \| 7 61 \| 6 1 \| \| \| \| 3. \| \| Karolína Muchová / Karolína Plíšková Madison Keysová / Taylor Townsendová \| 3 6 \| 3 6 \| \| \| \| \| \| \| \| \| \| \| \| \| \| \| \| \| \| \| \| \| \| \| \| \| \| \| \| Podrobnosti \| \| \| \| \| \| \| \| \| Spojené státy americké se v předchozí historii utkaly s českým družstvem třináctkrát a držely aktivní bilanci výher 10–3. Do statistik byly započítány všechny zápasy od založení soutěže v roce 1963, včetně utkání československého výběru. Proti Československu odehrály Američanky osm duelů. Pětkrát pak nastoupily proti Česku, naposledy ve finále 2018. Deset z třinácti zápasů připadlo na světová semifinále a finále.Z první světové padesátky v americké reprezentaci absentovaly Jessica Pegulaová (3.), Amanda Anisimovová (23.), Sloane Stephensová (37.), Alison Riskeová-Amritrajová (41.), Bernarda Peraová (44.) a Shelby Rogersová (46.). Český kapitán Pála vyměnil obě singlistky ze zápasu s Polskem. Více než půl roku na okruhu absentující Markéta Vondroušová, uzavírající první stovku, přivodila první soutěžní porážku ve dvouhře světové čtrnáctce Danielle Collinsové, která pět předchozích duelů vyhrála. Kateřina Siniaková z konce padesátky žebříčku pak poprvé zdolala světovou sedmičku a v soutěži debutující Coco Gauffovou, s níž tři předchozí duely prohrála včetně Adelaide International 2022.[22] \| \| \| \| \| \| | |                                                                           |      |                        |    |  |
| | |                                                                           | 1.   | 2.                     | 3. |  |
| 1. | | Markéta Vondroušová Danielle Collinsová                                   | 6 3  | 6 3                    |    |  |
| 2. | | Kateřina Siniaková Coco Gauffová                                          | 7 61 | 6 1                    |    |  |
| 3. | | Karolína Muchová / Karolína Plíšková Madison Keysová / Taylor Townsendová | 3 6  | 3 6                    |    |  |
| | |                                                                           |      |                        |    |  |
| | |                                                                           |      |                        |    |  |
| | |                                                                           |      |                        |    |  |
| Podrobnosti | |                                                                           |      |                        |    |  |
| | Spojené státy americké se v předchozí historii utkaly s českým družstvem třináctkrát a držely aktivní bilanci výher 10–3. Do statistik byly započítány všechny zápasy od založení soutěže v roce 1963, včetně utkání československého výběru. Proti Československu odehrály Američanky osm duelů. Pětkrát pak nastoupily proti Česku, naposledy ve finále 2018. Deset z třinácti zápasů připadlo na světová semifinále a finále.Z první světové padesátky v americké reprezentaci absentovaly Jessica Pegulaová (3.), Amanda Anisimovová (23.), Sloane Stephensová (37.), Alison Riskeová-Amritrajová (41.), Bernarda Peraová (44.) a Shelby Rogersová (46.). Český kapitán Pála vyměnil obě singlistky ze zápasu s Polskem. Více než půl roku na okruhu absentující Markéta Vondroušová, uzavírající první stovku, přivodila první soutěžní porážku ve dvouhře světové čtrnáctce Danielle Collinsové, která pět předchozích duelů vyhrála. Kateřina Siniaková z konce padesátky žebříčku pak poprvé zdolala světovou sedmičku a v soutěži debutující Coco Gauffovou, s níž tři předchozí duely prohrála včetně Adelaide International 2022. |                                                                           |      |                        |    |  |

## Vyřazovací fáze
|  | Semifinále 12. listopadu | Semifinále 12. listopadu | Semifinále 12. listopadu |  |  | Finále 13. listopadu | Finále 13. listopadu | Finále 13. listopadu |
|  |                          |                          |                          |  |  |                      |                      |                      |
|  |                          | Švýcarsko                | 2                        |  |  |                      |                      |                      |
|  |                          | Česko                    | 0                        |  |  |                      |                      |                      |
|  |                          |                          |                          |  |  |                      | Švýcarsko            | 2                    |
|  |                          |                          |                          |  |  |                      | Austrálie            | 0                    |
|  |                          | Velká Británie           | 1                        |  |  |                      |                      |                      |
|  |                          | Austrálie                | 2                        |  |  |                      |                      |                      |

### Semifinále

#### Švýcarsko vs. Česko
| | Švýcarsko | 2 :                                                                           | 0   | Česko |    |            |
| --- | --- | ----------------------------------------------------------------------------- | --- | ----- | -- | ---------- |
| centrální dvorec, Emirates Arena, Glasgow, Velká Británie 12. listopadu 2022, 17:00 SEČ tvrdý (hala) | |                                                                               |     |       |    |            |
| \| \| \| \| 1. \| 2. \| 3. \| \| \| ----------- \| ------------------------------------------------------------------------------------------------------------------------------------------------------------------- \| ----------------------------------------------------------------------------- \| --- \| ----- \| -- \| ---------- \| \| 1. \| \| Viktorija Golubicová Karolína Muchová \| 6 4 \| 6 4 \| \| \| \| 2. \| \| Belinda Bencicová Karolína Plíšková \| 6 2 \| 78 66 \| \| \| \| 3. \| \| Belinda Bencicová / Jil Teichmannová Kateřina Siniaková / Markéta Vondroušová \| \| \| \| nehrálo se \| \| \| \| \| \| \| \| \| \| \| \| \| \| \| \| \| \| \| \| \| \| \| \| \| \| Podrobnosti \| \| \| \| \| \| \| \| \| Předchozí poměr vzájemných zápasů mezi Českem a Švýcarskem činil 7:2. Naposledy předtím se týmy utkaly v základní skupině pražského finále 2021, s výhrou Švýcarek. \| \| \| \| \| \| | |                                                                               |     |       |    |            |
| | |                                                                               | 1.  | 2.    | 3. |            |
| 1. | | Viktorija Golubicová Karolína Muchová                                         | 6 4 | 6 4   |    |            |
| 2. | | Belinda Bencicová Karolína Plíšková                                           | 6 2 | 78 66 |    |            |
| 3. | | Belinda Bencicová / Jil Teichmannová Kateřina Siniaková / Markéta Vondroušová |     |       |    | nehrálo se |
| | |                                                                               |     |       |    |            |
| | |                                                                               |     |       |    |            |
| | |                                                                               |     |       |    |            |
| Podrobnosti | |                                                                               |     |       |    |            |
| | Předchozí poměr vzájemných zápasů mezi Českem a Švýcarskem činil 7:2. Naposledy předtím se týmy utkaly v základní skupině pražského finále 2021, s výhrou Švýcarek. |                                                                               |     |       |    |            |

#### Austrálie vs. Velká Británie
| | Velká Británie | 1 :                                                                          | 2    | Austrálie |          |  |
| --- | --- | ---------------------------------------------------------------------------- | ---- | --------- | -------- |  |
| centrální dvorec, Emirates Arena, Glasgow, Velká Británie 12. listopadu 2022, 11:00 SEČ tvrdý (h) | |                                                                              |      |           |          |  |
| \| \| \| \| 1. \| 2. \| 3. \| \| \| ----------- \| ------------------------------------------------------------------------------------------------------------------------------------------------------------------------------- \| ---------------------------------------------------------------------------- \| ---- \| ---- \| -------- \| \| \| 1. \| \| Heather Watsonová Storm Sandersová \| 4 6 \| 63 7 \| \| \| \| 2. \| \| Harriet Dartová Ajla Tomljanovićová \| 7 63 \| 6 2 \| \| \| \| 3. \| \| Alicia Barnettová / Olivia Nichollsová Storm Sandersová / Samantha Stosurová \| 61 7 \| 7 65 \| [6] [10] \| \| \| \| \| \| \| \| \| \| \| \| \| \| \| \| \| \| \| \| \| \| \| \| \| \| \| Podrobnosti \| \| \| \| \| \| \| \| \| Předchozí poměr vzájemných zápasů mezi Austrálii a Velkou Británií činil 7:3. Týmy se střetly poprvé od roku 1981, kdy Britky naposledy postoupily do světového semifinále.[23] \| \| \| \| \| \| | |                                                                              |      |           |          |  |
| | |                                                                              | 1.   | 2.        | 3.       |  |
| 1. | | Heather Watsonová Storm Sandersová                                           | 4 6  | 63 7      |          |  |
| 2. | | Harriet Dartová Ajla Tomljanovićová                                          | 7 63 | 6 2       |          |  |
| 3. | | Alicia Barnettová / Olivia Nichollsová Storm Sandersová / Samantha Stosurová | 61 7 | 7 65      | [6] [10] |  |
| | |                                                                              |      |           |          |  |
| | |                                                                              |      |           |          |  |
| | |                                                                              |      |           |          |  |
| Podrobnosti | |                                                                              |      |           |          |  |
| | Předchozí poměr vzájemných zápasů mezi Austrálii a Velkou Británií činil 7:3. Týmy se střetly poprvé od roku 1981, kdy Britky naposledy postoupily do světového semifinále. |                                                                              |      |           |          |  |

### Finále

#### Švýcarsko vs. Austrálie
| | Švýcarsko | 2 :                                                                        | 0   | Austrálie |     |            |
| --- | --- | -------------------------------------------------------------------------- | --- | --------- | --- | ---------- |
| centrální dvorec, Emirates Arena, Glasgow, Velká Británie 13. listopadu 2022, 15:00 SEČ tvrdý (hala) | |                                                                            |     |           |     |            |
| \| \| \| \| 1. \| 2. \| 3. \| \| \| ----------- \| -------------------------------------------------------------------------------------------------------------------------------------------------------------------------------------------------------------------------------------------------------------------------------------------------------------------- \| -------------------------------------------------------------------------- \| --- \| --- \| --- \| ---------- \| \| 1. \| \| Jil Teichmannová Storm Sandersová \| 6 3 \| 4 6 \| 6 3 \| \| \| 2. \| \| Belinda Bencicová Ajla Tomljanovićová \| 6 2 \| 6 1 \| \| \| \| 3. \| \| Jil Teichmannová / Belinda Bencicová Storm Sandersová / Samantha Stosurová \| \| \| \| nehrálo se \| \| \| \| \| \| \| \| \| \| \| \| \| \| \| \| \| \| \| \| \| \| \| \| \| \| Podrobnosti \| \| \| \| \| \| \| \| \| Předchozí poměr vzájemných zápasů mezi Švýcarskem a Austrálií činil 2:6. Poslední vzájemné utkání odehrály v semifinále pražského finálového turnaje 2021, které Švýcarky ovládly. Australanky se do finále naposledy probojovaly v roce 2019 a od zisku osmého titulu v roce 1974 prohrály desáté finále v řadě.[9] \| \| \| \| \| \| | |                                                                            |     |           |     |            |
| | |                                                                            | 1.  | 2.        | 3.  |            |
| 1. | | Jil Teichmannová Storm Sandersová                                          | 6 3 | 4 6       | 6 3 |            |
| 2. | | Belinda Bencicová Ajla Tomljanovićová                                      | 6 2 | 6 1       |     |            |
| 3. | | Jil Teichmannová / Belinda Bencicová Storm Sandersová / Samantha Stosurová |     |           |     | nehrálo se |
| | |                                                                            |     |           |     |            |
| | |                                                                            |     |           |     |            |
| | |                                                                            |     |           |     |            |
| Podrobnosti | |                                                                            |     |           |     |            |
| | Předchozí poměr vzájemných zápasů mezi Švýcarskem a Austrálií činil 2:6. Poslední vzájemné utkání odehrály v semifinále pražského finálového turnaje 2021, které Švýcarky ovládly. Australanky se do finále naposledy probojovaly v roce 2019 a od zisku osmého titulu v roce 1974 prohrály desáté finále v řadě. |                                                                            |     |           |     |            |

### Vítěz
| Vítěz Billie Jean King Cupu 2022 |
| -------------------------------- |
| Švýcarsko první titul            |